# 呪報2405 ワタシが死ぬ理由
『呪報2405 ワタシが死ぬ理由』（じゅほう2405 わたしがしぬわけ）は、2012年7月12日から9月27日まで毎週金曜1時 - 1時30分（木曜深夜）に、ヨルパチーノ ドラマNEXT枠で放送された日本のテレビドラマ。関西テレビの制作で関西地方（関西ローカル）で放送された。全12話。
ナビゲーターは高橋愛。毎回、主演者が変わる1話完結のホラーオムニバスストーリー。

## あらすじ
「はじめまして、新しく前任に変わりまして新しく『NEWS FACT』のニュースキャスターになりました沢渡夏花です」と冒頭の挨拶で始まり、人が死亡する悲しく恐ろしい事件のニュース原稿を読み上げていくが、次の瞬間、画面が歪み、謎の裏ニュース『彼女が死んだ本当の理由』が流れ始める。

## 登場人物

### ナビゲーター
- 沢渡 夏花（NEWS FACTニュースキャスター） - 高橋愛

### ゲスト
第一話
- 悠木 萌（三乃喜小学校卒業生） - 杉本有美
- 登川 里美（萌の同級生） - 大出菜々子
- 安奈（三乃喜小学校卒業生） - 小浦愛
- 百合絵（三乃喜小学校卒業生） - 稲富菜穂
- 雄介（三乃喜小学校卒業生・学級委員長） - 山本鷹也

第二話
- 東 美咲（聖ルルド女子大学2年生） - 高田里穂
- 須藤 有香（美咲の友人） - 大倉梓
- 中山 理緒（美咲の友人） - 今西彩

第三 - 四話
- 林 紗江（ペルソナ社宣伝部） - 飛鳥凛
- 岩崎 奈保（ペルソナ社開発部） - 海老瀬はな
- 小田中 聡（ペルソナ社開発部） - 井之上チャル
- 米村（ペルソナ社開発部） - 中川晴樹（ヨーロッパ企画）

第五話
- 野沢 まどか（のどかの姉） - 森田涼花
- 野沢 のどか（アイドルグループアナザーライフリードボーカル） - 森田涼花（吹替：宮川まや）
- アナザーライフ（まどかが所属するアイドルグループ） - Pizza Yah!（YUKA、伊藤綾美、宮崎梨緒、西永京子、おぎのかな）

第六話
- 岩崎 唯（瑞穂の友達） - 入矢麻衣
- 渡辺 瑞穂（山本の知り合い） - 赤松悠実
- 山本 晃（廃墟探訪動画投稿者） - 諏訪雅（ヨーロッパ企画）
- 戸川 正昭（城成警察署巡査長） - 白井哲也

第七 - 八話
- 遠野 真美（女子大学生） - 村上東奈
- 大濱 里香（真美の友達） - 御秒奈々
- 河内 洋子（真美の友達） - 田中梨奈（JK21）
- 宮本 さゆり（真美の友達） - 須田琴子
- ほのか（真美の友達） - 斉藤雪乃
- あかり（大久保家当主に虐待を受けていた女の子） - 二宮星

第九話
- 田沼 由梨絵（かおりの同居人） - 前田希美
- 白石 かおり（会社員） - 近藤夏子

第十話
- 結城 菜帆（霊感がある女子大生） - 岡本杏理
- 落合 雄也（菜帆の婚約者） - 中岡優介

第十一 - 最終話
- 沢渡 春花（夏花の妹） - 須藤茉麻（Berryz工房）
- 神山 鏡子（兎我田村婦女暴行事件被害者） - 寺下怜見
- 神山 雄一（鏡子の父親・会社役員） - 藤本幸広
- 戸田 洋介（兎我田村の雑木林で死亡した男性） - 田中之尚
- 未散（春花の友達） - 澤田祐衣（第11話のみ）
- 木村 由加里（NEWS FACT新ニュースキャスター） - 高橋真理恵（最終話のみ / 関西テレビアナウンサー）

## スタッフ
- 脚本 - 田中江里夏、ますもとたくや、三谷昌登
- シリーズ構成 / 脚本 - やまだともカズ
- 音楽 - 松原憲（SUPA LOVE）
- 演出 - 高山浩児、竹本聡志（メディアプルポ）
- 演出 / 演出補 - 大畑拓也（東通企画） / 瑠東東一郎（メディアプルポ）
- 演出 / 助監督 - 加藤俊介（メディアプルポ）
- 助監督 - 諸正義彦、髙野有里、堀江拓真、児玉優平
- 主題歌 - 赤い公園「のぞき穴」（EMI Music Japan）
- 音響効果 - 萩原隆之
- タイトル - 川角論志、兵頭和也、小川萌
- CGタイトル - 北昌規
- ロゴデザイン - 登川直
- 特殊メイク - 仲谷進、西村美希、布野慶一、森継
- アクション - 小林雅子（倉田プロモーション）、マット奥井
- プロデューサー - 野村亙、谷口俊哉 / 若松雅也、神山明子（メディアプルポ）
- AP - 武市暢 / 角田忍（メディアプルポ）
- 協力 - 東通企画
- 制作協力 - メディアプルポ
- 制作著作 - 関西テレビ

## エピソードリスト
- 第8話は「FIFA U-20女子ワールドカップJAPAN2012準々決勝 日本×韓国」中継のため1時35分 - 2時05分の放送。

| 話数 | エピソードタイトル                              | 初回放送日    | 脚本           | 演出       |
| --- | ----------------------------------------------- | ------------- | -------------- | ---------- |
| 第1話 | 溺れて亡くなった同級生の死の真相…               | 2012年7月12日 | 田中江里夏     | 瑠東東一郎 |
| 悠木萌の同級生・登川里美は小学校在学中に学校のプールで溺れて死亡する。当時、彼女は悲惨ないじめに遭っていた。 |                                                 |               |                |            |
| 第2話 | 死んだ友達が遺した恐怖のパソコン…               | 2012年7月19日 | 田中江里夏     | 高山浩児   |
| 東美咲の大学の友人・須藤有香は聖ルルド女子寮の自室で自殺を遂げる。死ぬ直前に「鏡の向こう側」というチャットを利用し、ハンドルネーム「mirare」と会話していた。 |                                                 |               |                |            |
| 第3話 | デジタルカメラの裏に潜む女の怨念、嫉妬          | 2012年7月26日 | ますもとたくや | 竹本聡志   |
| 第4話 | 嫉妬に狂った奈保の霊が襲い掛かる                | 2012年8月2日  | ますもとたくや | 竹本聡志   |
| ペルソナ社が開発・販売しているデジタルカメラREシリーズで撮影した後、画面に黒い影のようなものが写り込むと消費者から大量のクレームが殺到する。デジタルカメラREシリーズを企画した岩崎奈保が非業の自殺を遂げてから怪奇現象が起こるようになる。                                                                                 |                                                 |               |                |            |
| 第5話 | アイドル引退の真相                              | 2012年8月9日  | 三谷昌登       | 大畑拓也   |
| デビューして間もないが熱狂的なファンがついてきたアイドル・野沢まどかは自分とうり二つの人間が見えるようになり、そのことで苦しみ、仕事に支障を来すようになる。 |                                                 |               |                |            |
| 第6話 | “立ち入り禁止の心霊スポット”で亡霊が襲い掛かる  | 2012年8月16日 | 田中江里夏     | 加藤俊介   |
| インターネットに廃墟探訪の動画をアップデートする目的で山本晃は知り合いの渡辺瑞穂とその友達の岩崎唯をリポーター役に指名して、立入禁止区域に指定されている城成警察署跡地に足を踏み入れる。 |                                                 |               |                |            |
| 第7話 | 死の“かくれんぼ”が今、始まる…                   | 2012年8月23日 | やまだともカズ | 瑠東東一郎 |
| 第8話 | 少女との“かくれんぼ”に1人、また1人と犠牲者が…   | 2012年8月30日 | やまだともカズ | 瑠東東一郎 |
| 「清介の枯れ井戸」という場所に行くと強い力が貰えるという噂を宮本さゆりが女子友達3人に話して、その話題で盛り上がり、パワースポットへ行くことになる。パワースポットがある大久保邸の屋敷に行くと一緒に「かくれんぼ」して遊ぼうと女の子が誘ってきた。白い紙ひこうきを飛ばしてメッセージを伝えてくる。                          |                                                 |               |                |            |
| 第9話 | 密室のエレベーターで2人を襲う血塗れ女の恐怖     | 2012年9月6日  | ますもとたくや | 竹本聡志   |
| 由梨絵とかおりは一緒に暮らしていた老朽化が進んでいるマンションから新しい場所へ引っ越しを考えていた矢先にエレベーターに閉じ込められ、恐怖な出来事に巻き込まれていく。 |                                                 |               |                |            |
| 第10話 | 婚約者に殺された女性に届いた謎のDVD…            | 2012年9月13日 | 田中江里夏     | 大畑拓也   |
| 菜帆が見知らぬ人の交通事故現場に花を手向けてから、怪奇現象で死亡する人たちが克明に収録してある「黒色のDVD」が送り主不明で突然、自宅に送られてくる。そのDVDは「NEWS FACT」で報じられていたニュースとリンクしていたが、結末が明らかに異なる収録内容だった。                                                                  |                                                 |               |                |            |
| 第11話 | 姉・夏花を守る為…妹の春香が“恐怖”に巻き込まれる | 2012年9月20日 | 田中江里夏     | 高山浩児   |
| 最終話 | “ニュースは真実を伝えない”…。夏花を恨む霊の呪縛 | 2012年9月27日 | 田中江里夏     | 高山浩児   |
| 春花は友達と夏期講習を名目にして、姉が暮らす東京へ遊びに来る。だが、上京する道中で春花は現実に起きているかのような奇妙で鮮明な夢を見てしまい、不安にかられる。そして、姉・夏花の命に危険が迫っていることを夢の中で感じ、テレビ局に乗り込み姉を探すのだが誰かに導かれるように使用されていないスタジオにたどり着いてしまう。 |                                                 |               |                |            |

## 劇場版
『呪報2405 ワタシが死ぬ理由 劇場版』（じゅほう2405 わたしがしぬわけ げきじょうばん）は、2013年12月21日に公開されたテレビドラマの劇場版。監督は瑠東東一郎、主演は増田有華。

### キャスト
- 北川玲花（NEWS FACTニュースキャスター） - 増田有華（14歳時：安養寺可蓮）
- 真田優希 - 丸高愛実
- 杉沢幸子 - 楊原京子
- 杉沢茜 - 二宮星
- 榎木田克己 - 唐渡亮
- 記者 - 井之上チャル
- 女性会社員 - 高見こころ
- 名取千恵 - 尾崎ナナ
- 東野純 - 桃香
- 大家 - 紅萬子（特別出演）
- 柳平一郎 - 藤田功次郎
- 滝本印刷工場作業員男 - 山本禎顕
- 滝本印刷工場作業員男 - 森澤匡晴
- 滝本印刷工場作業員男 - 北村守

### スタッフ（劇場版）
- 監督 - 瑠東東一郎
- 製作 - 野田利昌、田中総一郎、貝津幸典
- プロデューサー - 若松雅也、増田幸一郎
- 原案 - やまだともカズ
- 脚本 - 田中江里夏
- 撮影 - 日浅宏一
- 照明 - 大石竜也
- 映像 - 松岡泰助
- 美術 - 村上雅彦
- 音楽 - 松原憲
- 編集 - 岩佐周吾
- 助監督 - 加藤俊介
- 主題歌 - 赤い公園「ひつじ屋さん」[5]（EMI Records Japan）
- 宣伝 - アルゴ・ピクチャーズ
- 製作プロダクション - メディアプルポ
- 配給 - 日本出版販売